# Ri Myong-dok
Ri Myong-dok (* 1. Februar 1984) ist ein nordkoreanischer Fußballtorhüter. 

## Karriere
Ri tritt international als Spieler der Sportgruppe Pjöngjang in Erscheinung, mit der er vermutlich mehrfach die nationale Meisterschaft gewann.
Für die nordkoreanische Nationalmannschaft kam er 2003 während der Qualifikation für die Asienmeisterschaft 2004 zu mehreren Einsätzen und gehörte auch im King’s Cup im selben Jahr in Thailand zum Aufgebot. Zwischen 2004 und 2005 saß Ri bei mehreren Partien der WM-Qualifikation 2006 als Ersatzkeeper von Sim Sung-chol und Kim Myong-gil auf der Reservebank. 2005 nahm er als Ersatztorhüter hinter Kim Myong-gil an der Finalrunde der Ostasienmeisterschaft 2005 teil, bei der Nordkorea den dritten Rang belegte. 2006 gehörte er bei den Asienspielen zum nordkoreanischen U-23-Aufgebot, blieb im Turnierverlauf hinter Kim Myong-gil aber ohne Einsatz.